# Madavaram
Madavaram (o Madhavaram) è una suddivisione dell'India, classificata come municipality, di 76.793 abitanti, situata nel distretto di Tiruvallur, nello stato federato del Tamil Nadu. In base al numero di abitanti la città rientra nella classe II (da 50.000 a 99.999 persone).

## Geografia fisica
La città è situata a 13° 8' 57 N e 80° 14' 12 E e ha un'altitudine di 12 m s.l.m..

## Società

### Evoluzione demografica
Al censimento del 2001 la popolazione di Madavaram assommava a 76.793 persone, delle quali 39.249 maschi e 37.544 femmine. I bambini di età inferiore o uguale ai sei anni assommavano a 8.313, dei quali 4.336 maschi e 3.977 femmine. Infine, coloro che erano in grado di saper almeno leggere e scrivere erano 58.545, dei quali 32.089 maschi e 26.456 femmine.